# Витко, Александр Викторович
Алекса́ндр Ви́кторович Витко́ (род. 13 сентября 1961, Витебск, БССР, СССР) — российский военачальник. Адмирал (5 мая 2014 года), кандидат военных наук (2006).
Командующий Черноморским флотом (15 апреля 2013 — 14 мая 2018). Заместитель Главнокомандующего ВМФ (2018—2019). Начальник Главного штаба ВМФ — первый заместитель Главнокомандующего ВМФ (13 декабря 2019 — 5 октября 2021). Активный участник российской аннексии Крыма 2014 году.
Из-за аннексии Крыма и вторжения России на Украину находится под персональными международными санкциями стран Евросоюза и ряда других государств.

## Биография
Родился 13 сентября 1961 года в городе Витебске Белорусской ССР. Детство и юность прошли в Орше.
После окончания восьми классов средней школы № 13 поступал в Ленинградское Нахимовское военно-морское училище, однако не был принят из-за возраста. После окончания десятого класса в 1979 году поступил в Черноморское высшее военно-морское училище имени П. С. Нахимова, которое окончил с отличием в 1984 году. В 1989 году окончил Высшие специальные офицерские классы ВМФ. В 1998 году заочно окончил Военно-морскую академию имени Адмирала Флота Советского Союза Н. Г. Кузнецова. В 2004 году окончил Военную академию Генерального штаба Вооружённых Сил Российской Федерации. В 2006 году защитил кандидатскую диссертацию по стратегии и тактике современного морского боя.
С 1984 года проходил службу на Тихоокеанском флоте помощником командира и командиром ракетного катера. С 1991 по 1992 год служил начальником штаба, а с 1992 по 1996 год — командиром 2-го гвардейского дивизиона ракетных катеров. С 1996 по 1998 год — начальник штаба — заместитель командира 47-й бригады кораблей охраны водного района. В 1998 году назначен начальником штаба, а с 2000 года — командиром 165-й бригады надводных кораблей. В 2004—2005 годах — заместитель командующего Приморской флотилией разнородных сил. В 2005 году назначен начальником штаба, а с 13 ноября 2006 года приказом Министра обороны Российской Федерации № 1170 — командующим войсками и силами на Северо-Востоке.
Контр-адмирал (12.06.2005). Вице-адмирал (23.02.2008).
В августе 2006 года в должности исполняющего обязанности командующего войсками и силами на Северо-Востоке России руководил крупнейшими в 2006 году учениями на Тихом океане, а в апреле следующего года — совместными с МЧС России, МВД России и ФСБ России антитеррористическими учениями.
В октябре 2009 года назначен заместителем командующего Северным флотом.
Указом Президента Российской Федерации от 15 апреля 2013 года назначен командующим Черноморским флотом. 13 мая 2013 года на торжествах по случаю 230-летия Черноморского флота Александру Витко был торжественно вручён штандарт командующего Черноморским флотом.
Под командованием Александра Витко находилась Средиземноморская эскадра Военно-Морского Флота, созданная в 2013 году Решением Министра обороны Российской Федерации.
28 июля 2013 года вместе с командующим военно-морскими силами Украины вице-адмиралом Ю. И. Ильиным принимал совместный российско-украинский морской парад в Севастополе. В октябре 2013 года руководил итоговой проверкой отдельной ракетно-артиллерийской бригады, в ходе которой особое место было уделено вопросам освоения новых видов вооружения, проходящих заключительный этап войсковых испытаний на флоте, в том числе противокорабельного ракетного комплекса «Бастион».
В качестве капитана команды принимал участие в товарищеском футбольном матче между командами Черноморского флота России и военно-морскими силами Украины, проходившем на стадионе «Металлист» в Севастополе.

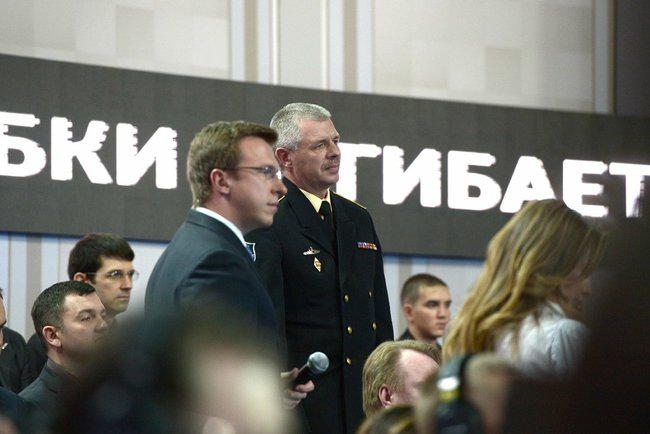
А. В. Витко на прямой линии с В. В. Путиным. 17 апреля 2014 года
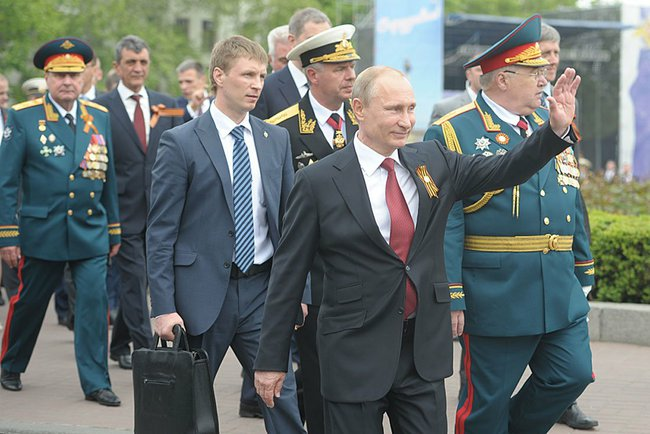
А. В. Витко во время визита В. В. Путина на празднование Дня Победы. Севастополь, 9 мая 2014 года
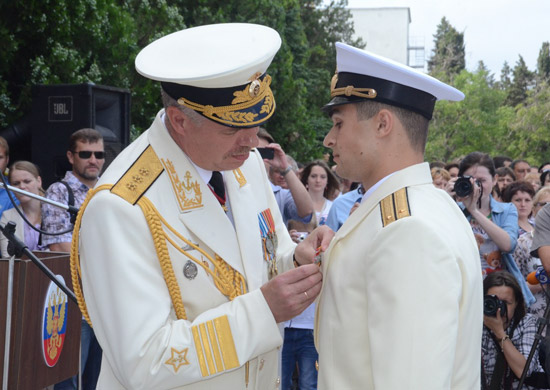
А. В. Витко вручает знак выпускнику ЧВВМУ. 18 июня 2014 года
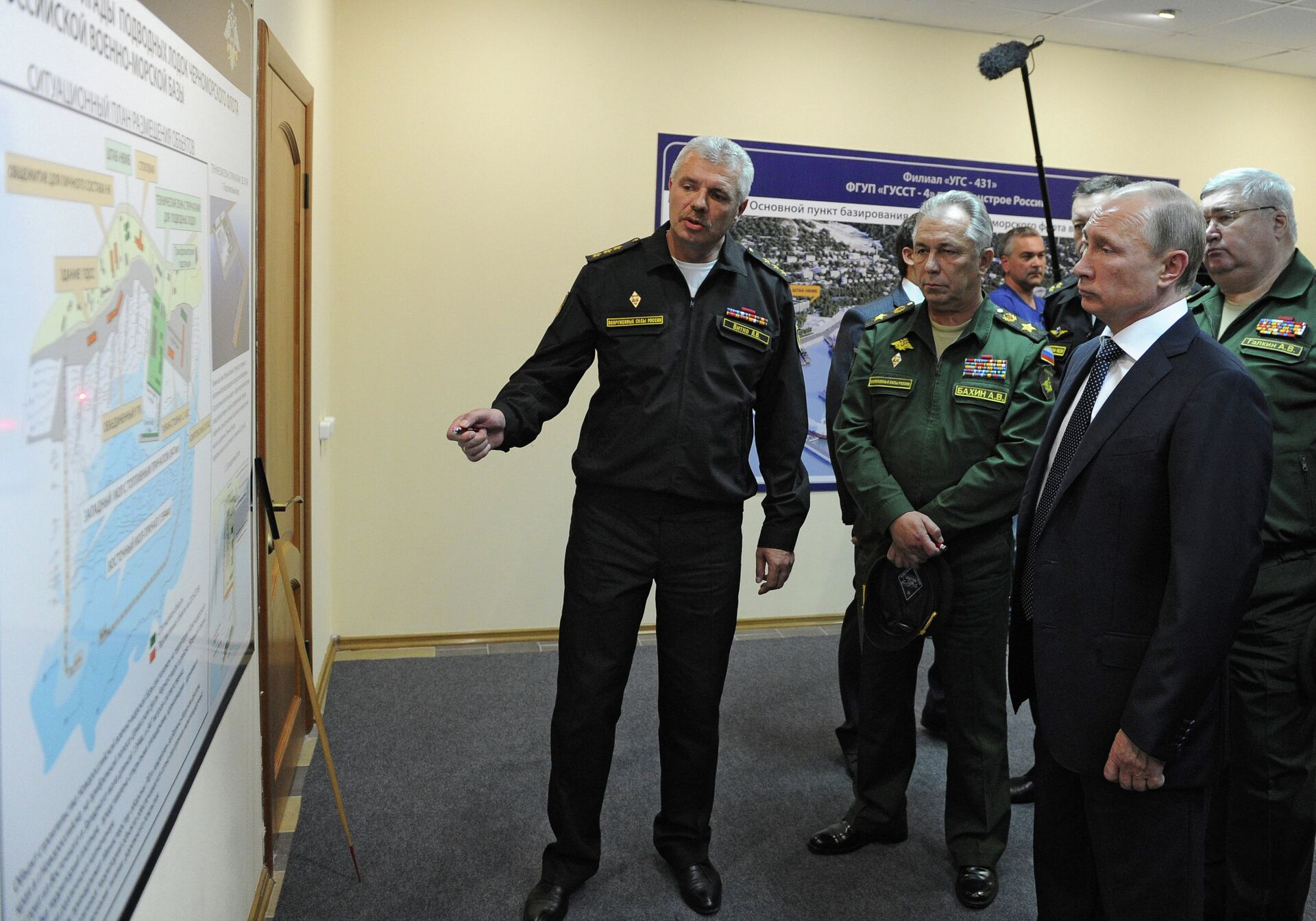
А. В. Витко информирует В. В. Путина о ходе строительства пункта базирования ЧФ в Новороссийске. 23 сентября 2014 года

### Российская аннексия Крыма
Принимал активное участие в аннексии Крыма
По заявлению Министерства обороны Украины, командующий поставил ультиматум украинским военнослужащим сдаться до 5 часов утра 4 марта 2014 года, угрожая в противном случае штурмом подразделений и частей вооружённых сил Украины по всему Крыму. В штабе Черноморского флота России опровергли сообщения украинских средств массовой информации об ультиматуме командующего и планах штурма воинских частей Украины.
4 марта 2014 года вместе с Алексеем Чалым посетил штаб Военно-морских сил Украины. На следующий день Генеральной прокуратурой Украины в отношении него было возбуждено уголовное дело по обвинению в подстрекательстве к государственной измене и организации диверсий в отношении военных Украины. Минобороны России назвало попытку возбуждения уголовного дела провокацией, направленной на дестабилизацию ситуации в Крыму. По словам заместителя министра обороны А. И. Антонова, «командующий Черноморским флотом выполняет свои обязанности на законных основаниях в строгом соответствии с действующими российско-украинскими соглашениями о базировании российского флота на территории Украины и Уставом Вооружённых Сил Российской Федерации». 12 марта 2014 года Следственный комитет Российской Федерации возбудил уголовное дело по факту незаконного решения Генеральной прокуратуры Украины в отношении Александра Витко, а сам командующий был признан потерпевшим.
19 марта 2014 года предостерёг военно-морские силы Украины от применения насилия:

«Хочу предупредить тех и, прежде всего, личный состав ВМС Украины — не дай Бог хоть кто-нибудь даже из рогатки стрельнёт. Спички — это не игрушки. Прошу дословно это понять».
20 марта 2014 года посетил корабль военно-морских сил Украины «Славутич», где, по заявлению Министерства обороны Украины, поставил ультиматум личному составу покинуть корабль и отправиться на материковую Украину или перейти под флаг Черноморского флота России.
25 апреля 2016 года Печерский районный суд Киева, по ходатайству Главной военной прокуратуры Украины, выдал разрешение на арест Витко по обвинению в совершении ряда тяжких преступлений. 26 апреля 2016 года объявлен Украиной в розыск.

### После аннексии Крыма

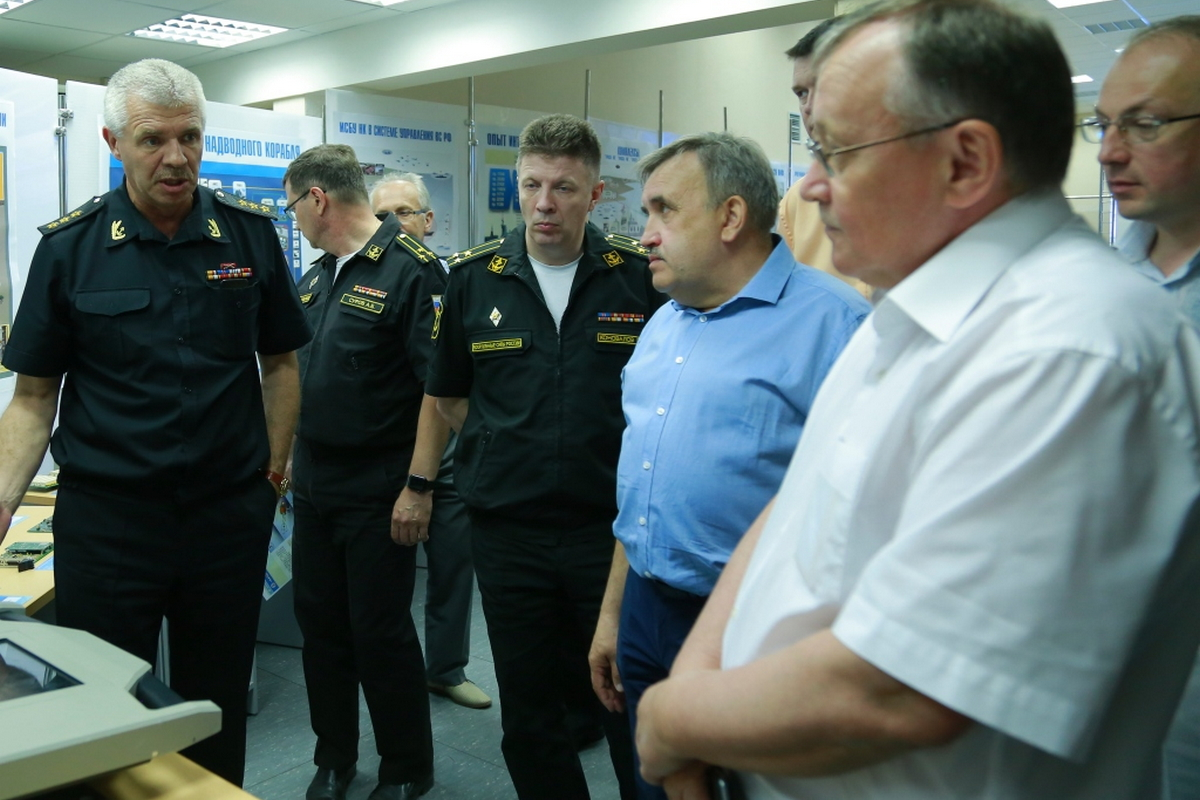
Заместитель Главкома ВМФ России адмирал Александр Витко (слева) в НПО «Марс». Ульяновск, 2019 год

5 мая 2014 года Указом Президента Российской Федерации присвоено воинское звание «адмирал».
14 марта 2015 года принимал участие в парусной регате «Русская весна 2015», проходившей в акватории Севастопольской бухты в яхт-клубе «Ушакова балка» и посвящённой годовщине аннексии Крыма Россией. Всего в соревновании приняли участие семь экипажей на спортивных яхтах международного класса.
14 мая 2018 года освобождён от должности командующего Черноморским флотом и направлен для дальнейшего прохождения службы в Главное командование Военно-Морского Флота Российской Федерации (Санкт-Петербург).
23 июня 2018 года назначен заместителем Главнокомандующего Военно-Морским Флотом. Указом Президента Российской Федерации № 602 от 13 декабря 2019 года назначен на должность начальника Главного штаба ВМФ России — первого заместителя Главнокомандующего ВМФ России.
5 октября 2021 года освобождён от занимаемой должности и уволен с военной службы.
С ноября 2021 года — советник Генерального директора АО «Корпорация ВКО «Алмаз-Антей».

## Международные санкции
Из-за поддержки российской агрессии и нарушения территориальной целостности Украины во время российско-украинской войны находится под персональными международными санкциями разных стран.
С 17 марта 2014 года находится под санкциями всех стран Европейского союза так как он «отвечал за командование российскими войсками, оккупировавшими суверенную территорию Украины». С 16 сентября 2022 года находится под санкциями Великобритании. С 19 марта 2014 года находится под санкциями Канады. С 16 марта 2022 года находится под санкциями Швейцарии. С 24 июня 2020 года находится под санкциями Австралии. Указом президента Украины Владимира Зеленского от 21 июня 2018 находится под санкциями Украины.
С октября 2023 года — руководитель морского отделения Академии военных наук.

## Награды

#### Государственные
- Орден «За заслуги перед Отечеством» III степени с мечами (2014)[45];
- Орден «За военные заслуги»[46];
- Орден «За морские заслуги»;[источник не указан 822 дня]
- Юбилейная медаль «300 лет Российскому флоту»;[источник не указан 822 дня]
- Медаль «За отличие в воинской службе»;[источник не указан 822 дня]
- Юбилейная медаль «70 лет Вооружённых Сил СССР»;[источник не указан 822 дня]
- Почётная грамота Президента Российской Федерации;[источник не указан 822 дня]
- Почётное звание «Заслуженный военный специалист Российской Федерации»[1].

#### Ведомственные
- Медаль «За воинскую доблесть» I степни;[источник не указан 822 дня]
- Медаль «За возвращение Крыма» (март 2014)[47][48];
- Медали «За отличие в военной службе» I и II степени;[источник не указан 822 дня]
- Медаль «За безупречную службу» III степени;[источник не указан 822 дня]
- Медаль «200 лет Министерству обороны»;[источник не указан 822 дня]
- Медаль «Генерал армии Хрулёв»;[источник не указан 822 дня]
- Медаль «За боевое содружество» (ФСБ);[источник не указан 822 дня]
- Медаль «За службу в надводных силах»;[источник не указан 822 дня]
- Медаль «Участнику военной операции в Сирии».[источник не указан 822 дня]

#### Региональные
- Орден «За верность долгу» (Крым) (11 мая 2018) — за безупречную службу, добросовестное выполнение своих обязанностей, высокий профессионализм и за высокий личный вклад в развитие полуострова[49];
- Знак отличия «За заслуги перед Севастополем» (11 мая 2018) — за личный вклад в возвращение Севастополя в Россию, особые заслуги в развитии Черноморского флота и социально-экономическом развитии города Севастополя, активную деятельность по военно-патриотическому воспитанию молодежи города

#### Общественные
- Медаль «За освобождение Крыма и Севастополя» (17 марта 2014) — за личный вклад в возвращение Крыма в Россию[50];
- Памятный знак «Тихоокеанскому флоту 275 лет» (2006).

#### Других государств
- Медаль «20 лет Военно-морским силам Вооруженных сил Украины» (2013)[51].

## Семья, личная жизнь
Мать — Нина Викторовна, выпускница Витебского государственного медицинского института. После рождения сына семья переехала из Витебска в Оршу, которую Александр считает своим родным городом. Воспитанием Александра активно занималась его бабушка Тамара Николаевна Попова. В детстве увлекался чтением морских рассказов К. М. Станюковича, романом «Цусима» А. С. Новикова-Прибоя, а также Жюль Верном, что сказалось на выборе будущей профессии.
Жена — Татьяна, с которой прежде вместе учились в 13-й школе, поженились в 1984 году сразу после окончания училища. Отец двух сыновей. Старший сын — Антон Александрович, офицер Военно-морского флота России, выпускник Тихоокеанского военно-морского института имени С. О. Макарова. Младший сын — Максим.